# بونیلا
بونیلا (به اسپانیایی: Bunyola) یک شهرستان در اسپانیا است که در جزایر بالئاری واقع شده‌است.

## خصوصیات
بونیلا ۸۴٫۷ کیلومترمربع مساحت و ۶٬۰۲۶ نفر جمعیت دارد.